# Albizia glabripetala
Albizia glabripetala là một loài rau đậu thuộc họ Fabaceae.
Loài này có ở Brasil, Guyana, và Venezuela.